# Леонтій Пілат
Леонтій Пілат, також Леонтіос Пілатос (грец. Λεόντιος Πιλάτος, італ . Leonzio Pilato; помер у 1366 р.) — італійський вчений із Калабрії, один із перших пропагандистів грекознавства в Західній Європі. Леонтій перекладав і коментував твори Евріпіда, Аристотеля та Гомера включаючи «Одіссею» та «Іліаду» на латину, був першим професором грецької мови в Західній Європі.

## Біографія
Леонтій Пілат був грецького походження, народився в Калабрії. Був учнем Варлаама Калабрійського. Джованні Боккаччо та Петрарка переконали Леонтія зробити повний переклад гомерівських поем. Більше двох років, з 1360 по 1362 рік, Леонтій жив у будинку Боккаччо у Флоренції, працював з ним над Гомером і викладав грецьку мову. Міфологічні твори Боккаччо, особливо «Генеалогія язичницьких богів», були створені під впливом Леонтія та його знань; за Едвардом Ґіббоном: «твір, який на той час відзначався неабиякою ерудицією і був демонстративно пересипаний грецькими літерами та цитатами, щоб викликати здивування та оплески своїх не дуже освічених читачів». Петрарка отримав копії перекладів Леонтія близько 1367 року від Боккаччо. Саме завдяки цьому зв'язку з Петраркою та Боккаччо ПІлату вдалося зробити важливий внесок у відродження грецької мови в західній науці. Рукописи Петрарки містять ряд приміток, які показують, що він, як і Боккаччо, збирав відомості про грецьку міфологію від Леонтія. Однак, на відміну від Боккачо, Петрарка, здається, був розчарований перекладами Леонтія. Леонтій дотримувався методу «слово в слово», який використовувався для перекладу з грецької на латинську на Заході в середні віки і гарантував збереження фактичного змісту оригіналу, але не надто враховував літературні та стилістичні якості тексту. Коллучіо Салутаті також володів копіями перекладів гомерівських поем, виконаних Леонтієм, але, як і Петрарка, ставився до них критично. Маркіз де Сад високо оцінював «живу й драматичну манеру» перекладів Леонтія. Під час подорожі з Константинополя Пілат загинув від блискавки, що влучила в щоглу корабля, коли він стояв біля неї. Він і його переклади стали відомі в наш час через працям і визнання Гемфрі Годі та Маркіза де Сада.